# Хомондос
Хомондос (грч. Κάτω Μητρούσι, Като Митруси) је насељено место у општини Сер у периферији Средишња Македонија, Грчка. Према попису из 2021. године било је 404 становника.
Према бугарском географу и историчару, Василу Канчову, у Хомондосу је 1900. године живело 200 Словена хришћана, 120 Черкеза и 50 Турака. Године 1924. муслиманско становништво (Черкези и Турци) принудно је исељено у Турску а на њихово место је насељено 119 грчких избеглица. На попису из 1928. године Хомондос је мешовито грчко-словенско насеље са 533 становника.